# Fred Ward
Fred Ward (născut Freddie Joe Ward, n. 30 decembrie 1942, San Diego, California, SUA – d. 8 mai 2022, San Diego, California, SUA) a fost un actor, producător de film din Statele Unite ale Americii.

## Filmografie
| An   | Film                                              | Rol                               | Note                                               |
| ---- | ------------------------------------------------- | --------------------------------- | -------------------------------------------------- |
| 1973 | The Age of the Medici (L'età di Cosimo de Medici) | Niccolò de' Conti                 | Episodul: “Il potere di Cosimo”                    |
| 1974 | Cartesius                                         | N/A                               | Film TV                                            |
| 1974 | Ginger in the Morning                             | Truck Driver                      |                                                    |
| 1975 | Hearts of the West                                | Sam                               | nem.                                               |
| 1978 | Tilt                                              | Lenny                             |                                                    |
| 1978 | Quincy, M.E.                                      | Hostage Taker                     | Episodul: “Even Odds” (nem.)                       |
| 1979 | Escape from Alcatraz                              | John Anglin                       |                                                    |
| 1979 | The Incredible Hulk                               | Lynch’s Henchman / Marvin         | Episoadele: “The Disciple” / “Jake”                |
| 1980 | Carny                                             | Jack                              |                                                    |
| 1980 | Cardiac Arrest                                    | Jamie                             |                                                    |
| 1980 | Belle Starr                                       | Ned Christie                      | Film TV                                            |
| 1981 | Southern Comfort                                  | Reece                             |                                                    |
| 1982 | Timerider: The Adventure of Lyle Swann            | Lyle Swann                        |                                                    |
| 1983 | Silkwood                                          | Morgan                            |                                                    |
| 1983 | Uncommon Valor                                    | Wilkes                            |                                                    |
| 1983 | The Right Stuff                                   | Gus Grissom                       |                                                    |
| 1984 | Swing Shift                                       | Archibald “Biscuits” Toue         |                                                    |
| 1985 | Remo Williams: The Adventure Begins               | Remo Williams                     |                                                    |
| 1985 | American Playhouse                                | Royal Earle Thompson / Mr. Crouch | Episodes: “Noon Wine” / “Triple Play II”           |
| 1985 | Secret Admirer                                    | Lou Fimple                        |                                                    |
| 1985 | UFOria                                            | Sheldon Bart                      |                                                    |
| 1986 | Florida Straits                                   | Lucky Boone                       | Film TV                                            |
| 1987 | The Price of Life                                 | Crouch                            | Scurtmetraj                                        |
| 1987 | The Hitchhiker                                    | Luther Redmond                    | Episodul: “Dead Heat”                              |
| 1988 | Catchfire                                         | Pauling                           |                                                    |
| 1988 | The Prince of Pennsylvania                        | Gary Marshetta                    |                                                    |
| 1988 | Big Business                                      | Roone Dimmick                     |                                                    |
| 1988 | Off Limits                                        | Dix                               |                                                    |
| 1990 | Henry & June                                      | Henry Miller                      | și coloana sonoră                                  |
| 1990 | Miami Blues                                       | Sgt. Hoke Moseley                 | și producător                                      |
| 1990 | Tremors                                           | Earl Bassett                      |                                                    |
| 1991 | Cast a Deadly Spell                               | Det. Harry Philip Lovecraft       | Film TV                                            |
| 1991 | The Dark Wind                                     | Joe Leaphorn                      |                                                    |
| 1992 | Four Eyes and Six-Guns                            | Wyatt Earp                        | Film TV                                            |
| 1992 | The Player                                        | Walter Stuckel                    |                                                    |
| 1992 | Equinox                                           | Mr. Paris                         |                                                    |
| 1992 | Thunderheart                                      | Jack Milton                       |                                                    |
| 1992 | Bob Roberts                                       | Chip Daley                        |                                                    |
| 1993 | Short Cuts                                        | Stuart Kane                       |                                                    |
| 1993 | Two Small Bodies                                  | Lt. Brann                         | Festival Event                                     |
| 1994 | Naked Gun 33⅓: The Final Insult                   | Rocco                             |                                                    |
| 1995 | The Blue Villa (Un bruit qui rend fou)            | Frank                             | Festival Event                                     |
| 1996 | Chain Reaction                                    | FBI Agent Leon Ford               |                                                    |
| 1996 | Tremors 2: Aftershocks                            | Earl Bassett                      | Direct-to-video                                    |
| 1997 | ...First Do No Harm                               | Dave Reimuller                    | Film TV                                            |
| 1997 | Best Men                                          | Sheriff Phillips                  |                                                    |
| 1997 | Gun                                               | John Farragut                     | Episodul: “Father John”                            |
| 1998 | The Vivero Letter                                 | Andrew Fallon                     |                                                    |
| 1998 | Invasion: Earth                                   | Maj. Gen. David Reece             | TV Miniseries                                      |
| 1998 | Dangerous Beauty                                  | Domenico Venier                   |                                                    |
| 1999 | The Crimson Code                                  | Randall Brooks                    |                                                    |
| 2000 | The Crow: Salvation                               | The Captain                       |                                                    |
| 2000 | Ropewalk                                          | Charlie’s Dad                     |                                                    |
| 2000 | The Chaos Factor                                  | Max Camden                        |                                                    |
| 2000 | Circus                                            | Elmo Somerset                     |                                                    |
| 2000 | Road Trip                                         | Earl Edwards                      |                                                    |
| 2000 | Jackie Bouvier Kennedy Onassis                    | John “Black Jack” Bouvier III     | Film TV                                            |
| 2001 | Summer Catch                                      | Sean Dunne                        |                                                    |
| 2001 | Corky Romano                                      | Leo Corrigan                      |                                                    |
| 2001 | Joe Dirt                                          | Joe’s Dad                         |                                                    |
| 2001 | Full Disclosure                                   | John McWhirter                    |                                                    |
| 2001 | Wild Iris                                         | Errol Podubney                    | Film TV                                            |
| 2001 | Dice                                              | Gacy / Noah Aldis                 | TV Miniseries                                      |
| 2002 | Enough                                            | Jupiter                           |                                                    |
| 2002 | Sweet Home Alabama                                | Earl Smooter                      |                                                    |
| 2002 | Birdseye                                          | Nolan Sharpless                   |                                                    |
| 2002 | Abandon                                           | Lieutenant Bill Stayton           |                                                    |
| 2003 | Masked and Anonymous                              | Drunk                             |                                                    |
| 2004 | The Last Ride                                     | Darryl Kurtz                      | Film TV                                            |
| 2004 | 10.5                                              | Roy Nolan, FEMA Director          | TV Miniseries                                      |
| 2004 | Coast to Coast                                    | Hal Kressler                      | Film TV                                            |
| 2006 | ER                                                | Eddie Wyczenski                   | 3 episoade                                         |
| 2006 | Grey's Anatomy                                    | Denny Duquette, Sr.               | Episodul: “What I Am”                              |
| 2007 | Feast of Love                                     | Bat                               |                                                    |
| 2008 | Management                                        | Jerry                             |                                                    |
| 2008 | Exit Speed                                        | Sergeant Archie Sparks            |                                                    |
| 2009 | Armored                                           | Ashcroft                          |                                                    |
| 2009 | Farewell (L'affaire Farewell)                     | Ronald Reagan                     |                                                    |
| 2009 | The Wild Stallion                                 | Frank Mills                       |                                                    |
| 2009 | United States of Tara                             | Frank                             | Episoadele: “Transition” / “From This Day Forward” |
| 2010 | In Plain Sight                                    | Frank Jergens / Frank Jerome      | Episodul: “No Clemency for Old Men”                |
| 2011 | 30 Minutes or Less                                | The Major                         |                                                    |
| 2012 | Leverage                                          | Steve Reynolds                    | Episodul: “The D.B. Cooper Job”                    |
| 2013 | 2 Guns                                            | Admiral Tuwey                     |                                                    |
| 2015 | True Detective                                    | Eddie Velcoro                     | Episoadele: “Maybe Tomorrow” / “Omega Station”     |